# ЭУР Ферми
«ЭУР Ферми» (итал. EUR Fermi) — станция линии B Римского метрополитена, расположена в южной части города, в римском районе ЭУР. Открыта в 1955 году, названа в честь Энрико Ферми. В окрестностях станции было сооружено искусственное озеро для летних Олимпийских игр 1960 года.

## Окрестности и достопримечательности
Вблизи станции расположены:
- Центральный государственный архив
- Парко-Сентрале-дель-Лаго
- Палалоттоматика
- Национальный музей Средневековья

## Наземный транспорт
Автобусы: 30, 31, 73, 671, 700, 705, 706, 709, 712, 714, 724, 762, 763, 764, 767, 771, 772, 778, 780, 789, 791, 070.